# بريم مينون
بريم مينون (بالإنجليزية: Prem Menon)‏ هو منتج أفلام هندي، ولد في 28 يوليو 1952 في تشيناي في الهند.